# أحمد فريد (ممثل)
أحمد فريد هو ممثل وفنان تشكيلي وأستاذ جامعي ومقدم برامج مصري وُلد بمدينة الإسكندرية وتخرج من قسم الجرافيك في كلية الفنون الجميلة بجامعة الإسكندرية عام 2002 وحصل منها على درجة الدكتوراة ويعمل حاليًا أستاذًا في قسم إدارة الأعمال بالأكاديميّة العربية للعلوم والتكنولوجيا والنقل البحري، وقد شارك في العديد من الأعمال السينمائية والتليفزيونية وقدم عددًا من البرامج التليفزيونية على قنوات المحور وروتانا ونايل سينما وأو تي في كما كان سفيرًا للنوايا الحسنة بمنظمة الأمم المتحدة، وهو ابن الفنان التشكيلي الراحل محمد فريد.

## مسيرته المهنية
بدأ اهتمام أحمد فريد بالفنون التشكيلية في سن مبكرة فشارك في عام 1991 بمعرض عالمي لرسوم الأطفال بسويسرا ونال منه جائزة الاستحقاق، وبعدما كبر التحق بالدراسة في قسم الجرافيك في كلية الفنون الجميلة بجامعة الإسكندرية وتخرج منها عام 2002، وعمل في مجال التدريس الجامعي بكلية الفنون الجميلة بجامعة الإسكندرية ثم حصل من نفس الجامعة على درجة الماجستير بتقدير امتياز عن أطروحة له بعنوان «الرمزية في الفن» في عام 2009، ثم حصل على درجة الدكتوراة في فلسفة الفن من جامعة سان فرانسيسكو في عام 2014 وأقام عددًا من معارض الفنون التشكيلية في العديد من بلادان العالم مثل فرنسا وكاليفورينا ونيويورك، وتونس، والكويت، ودبى، وإيطاليا. عمل أحمد فريد أيضًا كمقدم برامج في عدد من القنوات الفضائيّة العربية مثل قناة النيل للسينما وقنوات المحور وروتانا وأو تي في ودريم والفضائية المصرية فقدم برامج مثل برنامج «عرب وود» ثُم اتجه للتمثيل فكان أول أدواره في فيلم بعنوان «الخروج من القاهرة» وتوالت مشاركاته في الأفلام السينمائية والأعمال التليفزيونية، وكان من أبرزها دوره في الجزأين الثالث والرابع من مسلسل «هبة رجل الغراب» الذي عُرض في عام 2019، ودوره في مسلسل «فالنتينو» الذي عُرض في عام 2020 من بطولة عادل إمام وإخراج رامي إمام، وقد اختير في عام 2014 سفيرًا للنوايا الحسنة بمنظمة الأممم المتحدة.

## أعماله
| سنة العرض | اسم العمل                     | نوع العمل | الدور        |
| --------- | ----------------------------- | --------- | ------------ |
| 2020      | فلانتينو                      | مسلسل     | شريف         |
| 2019      | اختراق                        | مسلسل     | رشدي         |
| 2018      | طلعت روحي                     | مسلسل     | عمرو         |
| 2017      | البارون                       | مسلسل     | جلال         |
| 2017      | حجر جهنم                      | مسلسل     | ضابط المباحث |
| 2017      | نصيبي وقسمتك (الموسم الثاني)  | مسلسل     | طارق         |
| 2017      | هبة رجل الغراب (اجزء الرابع)  | مسلسل     | أدهم         |
| 2016      | ستات قادرة                    | مسلسل     |              |
| 2016      | نوايا بريئة                   | مسلسل     |              |
| 2016      | هبة رجل الغراب (الجزء الثالث) | مسلسل     | أدهم         |
| 2015      | أريد رجلا (الجزء الثاني)      | مسلسل     | حازم         |
| 2015      | أريد رجلا (الجزء الأول)       | مسلسل     | حازم         |
| 2015      | الصعلوك                       | مسلسل     |              |
| 2015      | حكايات تونسية                 | مسلسل     | ماجد         |
| 2013      | اسم مؤقت                      | مسلسل     | هيثم         |
| 2011      | الخروج من القاهرة             | فيلم      |              |
| 2011      | حكايات تونسية                 | فيلم      | ماجد         |
| 2011      | صفحات شبابية                  | مسلسل     |              |
| 2010      | أهل كايرو                     | مسلسل     | ماهر         |

## معارض فنية
أقام الفنان أحمد فريد عددًا من معارض الفنون التشكيلية كان من أهمها:
- معرض «رحلة الروح» بالقاهرة في عام 2020.[7]
- معرض «الحياة هي النور والأمل والحرية» بالكويت في عام 2017.[8]

## التكريمات والجوائز
حظي أحمد فريد بتكريم العديد من الجهات وحصل على عدد من الجوائز الفنية كان من أهمها:
- جائزة وشهادة تقدير من جمعية الهلال والصليب الأحمر بمعرض جنيف الدولى بسويسرا.
- شهادة تقدير من المنظمة الفرنسية للمعرض الدولى للفنون والثقافة (فنانين عبر الحدود).
- شهادة تقدير من الأكاديمية العربية للعلوم والتكنولوجيا.
- جائزة موقع سيتيزين تي في.
- درع الجمعية المصرية التونسية.
- جائزة الرسم بصالون الشباب من أتيليه الإسكندرية.
- جائزة وشهادة تقدير للرسم من صالون ناجى.
- جائزة مهرجان القاهرة للموضة للممثل الأكثر أناقة عام 2017.

## روابط خارجية
- صفحة الممثل على موقع قاعدة بيانات الأفلام العربية